# Stazione di Brancaleone
La stazione di Brancaleone è una stazione ferroviaria posta sulla ferrovia Jonica. Serve il centro abitato di Brancaleone.

## Strutture e impianti
La stazione dispone di 3 binari per il servizio viaggiatori. Le banchine laterali, sono collegate tra di loro da un sottopassaggio pedonale, inoltre è presente un monitor per fornire informazioni ai passeggeri.

## Movimento
La stazione è servita da treni regionali operanti sulla relazione Reggio Calabria - Catanzaro Lido e Reggio Calabria - Roccella Jonica e dai treni InterCity operanti sulla relazione Reggio Calabria - Taranto - Bari/Lecce.

## Galleria d'immagini

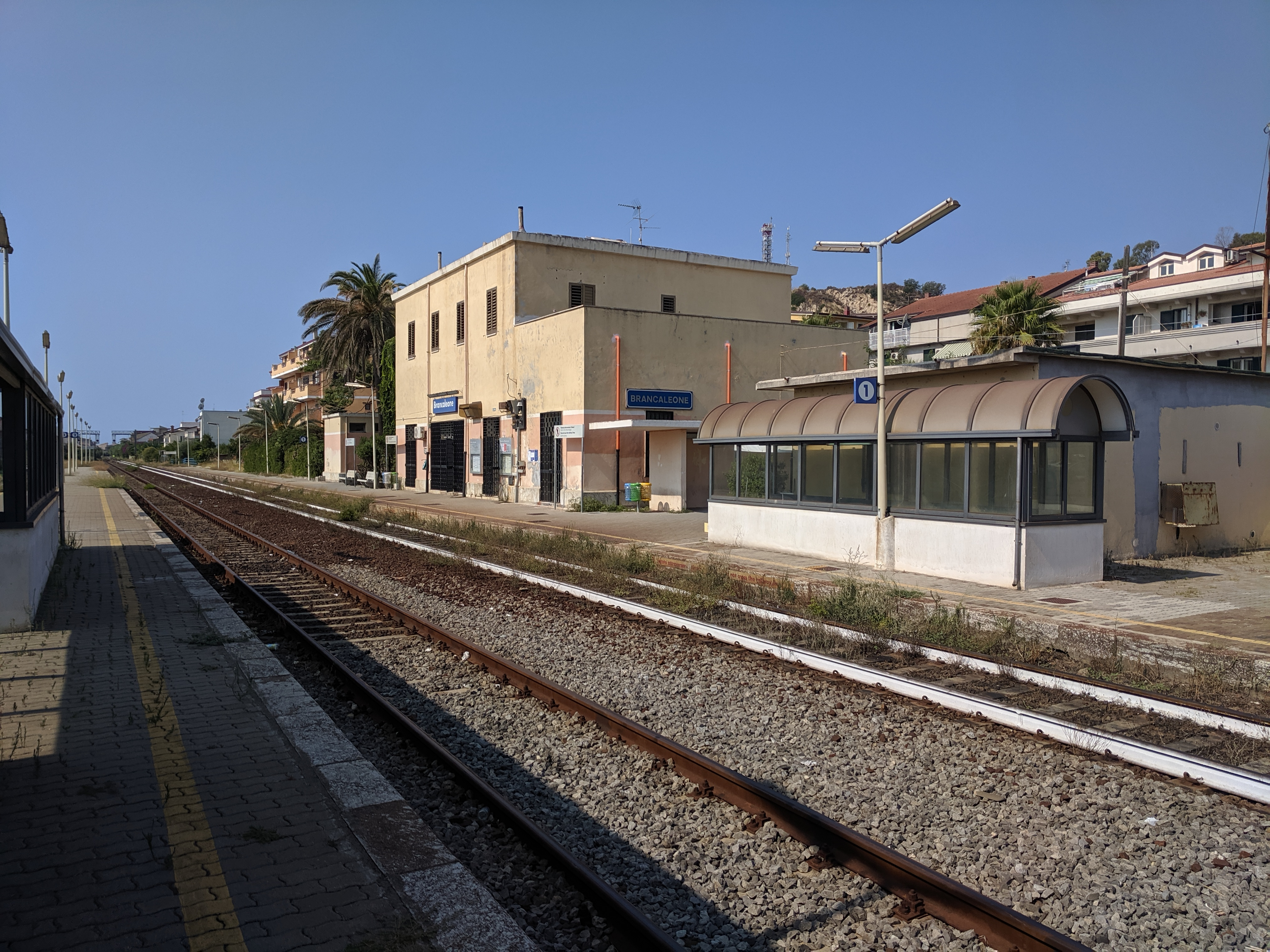
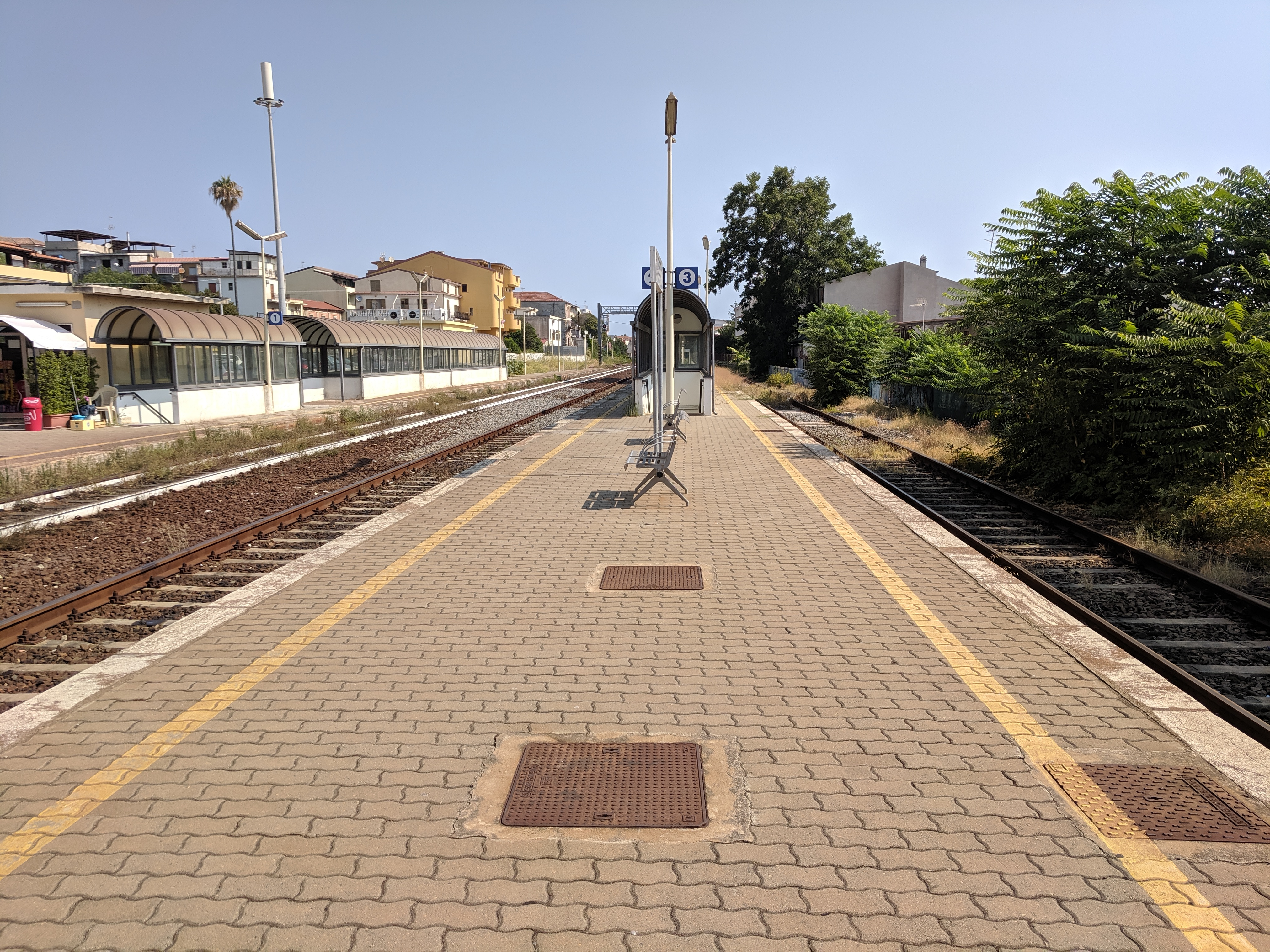